# Турань
 Турань — село в Ветлужском районе Нижегородской области. Административный центр сельского поселения Туранский сельсовет.

## География
Село находится в северо-восточной части Нижегородской области на расстоянии приблизительно 25 км по прямой на запад-северо-запад от районного центра города Ветлуга.

## История
Упоминается с 1760 года (даты постройки Троицкой церкви, ныне разрушенной). В селе имеется действующая Георгиевская церковь. Сельскохозяйственную деятельность осуществляет СПК «Прогресс». Работают три предприятия по лесозаготовке. Функционируют магазины, почта, школа, детский сад, библиотека, дом культуры, фельдшерско-акушерский пункт.

## Население
Постоянное население составляло 165 человек (русские 99 %) в 2002 году, 168 в 2010.